# San Juan Chamula
San Juan Chamula är en centralort och kommun, municipio, i sydöstra Mexiko och är belägen i delstaten Chiapas. Den är belägen ungefär 10 km från San Cristóbal de las Casas.
År 2010 hade centralorten cirka 3.329 invånare, med  en total befolkning i hela kommunen på 76.941. 99,5% av befolkningen som är 3 år gamla eller mer talar ett inhemskt språk. 
Orten åtnjuter en unik autonomisk status inom Mexiko. Ingen utomstående polis eller militär är tillåten i byn. Chamulabor har sin egen polisstyrka.  En av de bästa etnografiska beskrivningar av Chamula på engelska är Chamulas in the World of the Sun av Gary H. Gossen.

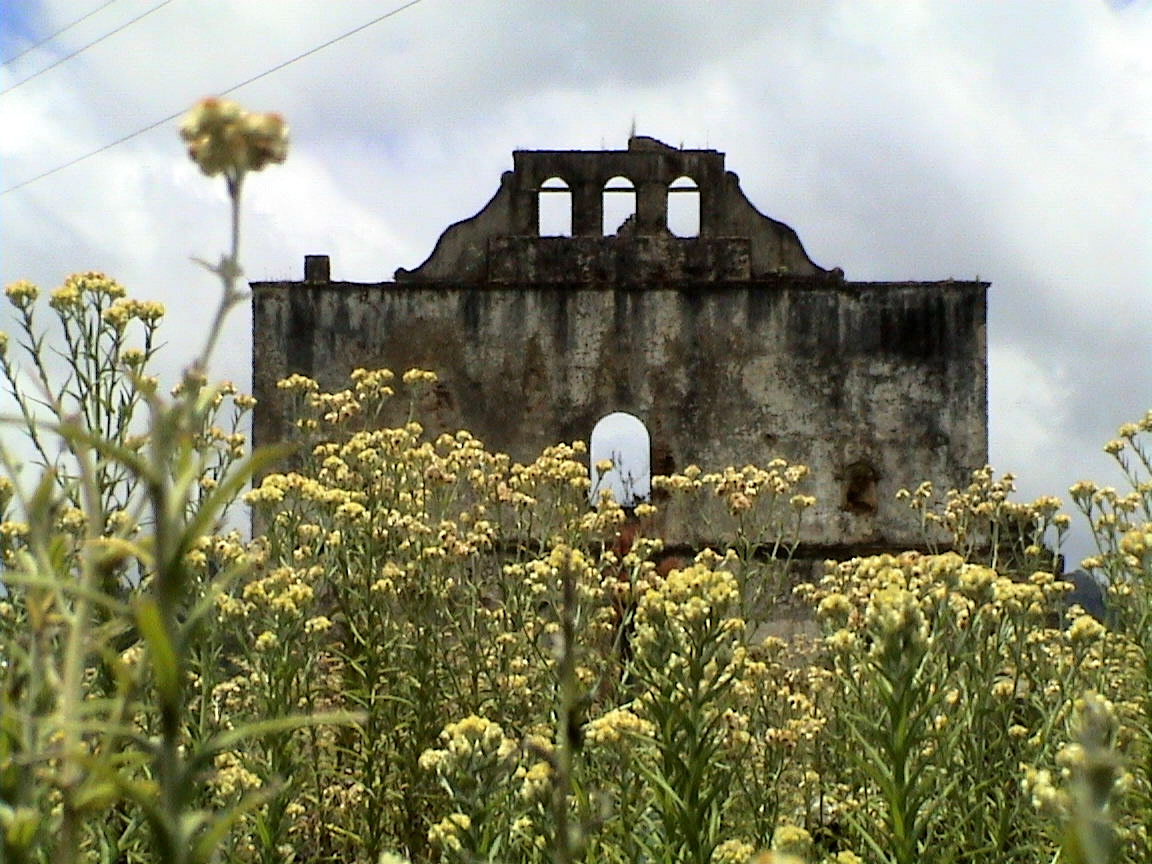
Ruiner av kyrkan San Sebastián

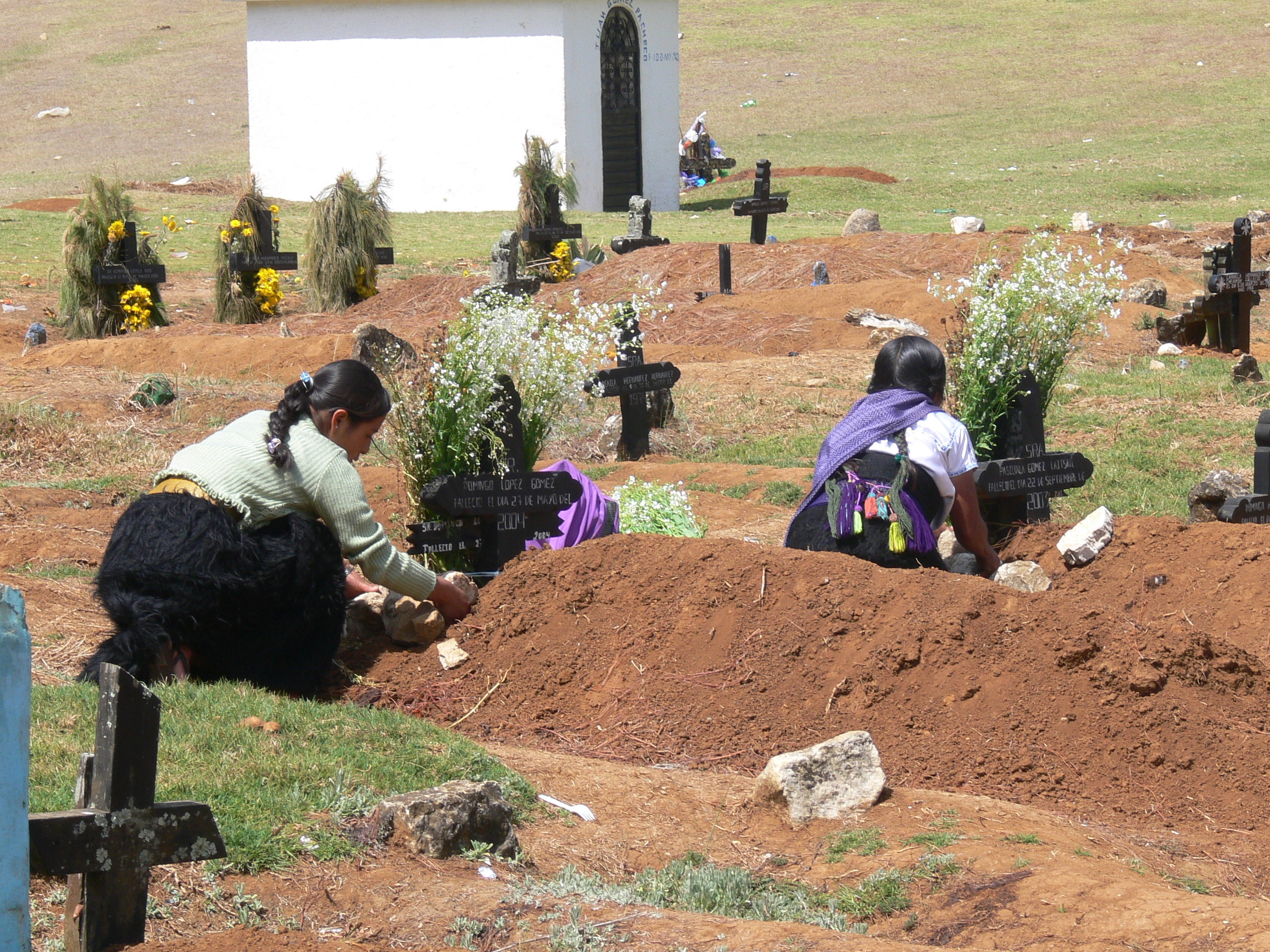
San Juan Chamulas begravningsplats

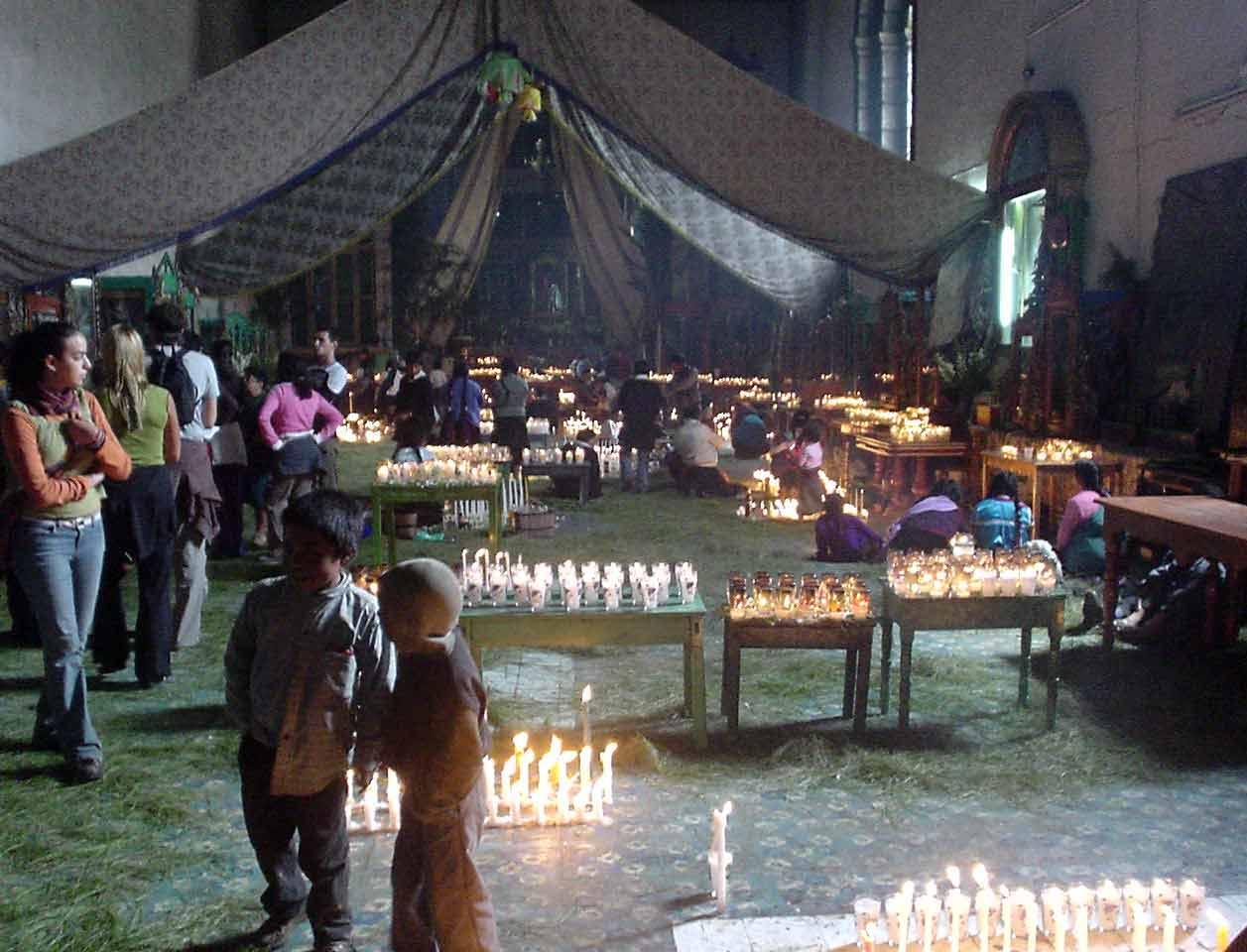
Interiör i San Juan Chamulas församlingskyrka

## Templets roll
De kristna missionärerna och sekterna är i dag (2014) bortkörda, men andliga tilldragelser dominerar likväl invånarnas liv. San Juans kyrka i kommunens centralort tillhör inte längre katolska kyrkan, även om  de inre väggarna fortfarande täcks av en mängd helgon. Tidigare var det uppklädda trästatyerna i stora trälådor, nu för att ge mer plats i stället i form av uppklistrade stora bilder, många med speglar för att avvärja ondska. Helgedomen är nu fylld med färgade ljus och rök från brinnande kopalhartz rökelse, som ofta används i södra Mexiko. Den tidigare uppblandade lokala formen av katolicism är numera ersatt av förcolumbiala mayatraditioner och nyare andliga påfund. Inne finns inga kyrkbänkar och kyrkans golvyta är helt täckt av en matta av gröna tallkvistar och läskedrycksflaskor (mest Coca Cola).
Curanderos (medicinmän) diagnostiserar medicinska, psykiska eller ‘onda ögat’ åkommor och föreskriver botemedel såsom stearinljus av viss färg och storlek, specifik blomsterarrangemang, fågelfjädrar, eller – vid särskilt trängande lägen – en levande kyckling.  De specificerade botemedlen medtas till en healing-ceremoni. Chamulafamiljerna knäböjer på kyrkgolvet med sina offerföremål. Ljusen ställs stadigt på golvet med smält stearin, koppar dricks av rituell Posh, sockerrörsbaserad likör,  böner reciteras på en arkaisk Tzotzil-dialekt, och den eventuellt medförda kycklingen nackas.
Knutna till templet är även de s.k. cargo - styresemän, ämbetsmän el funktionärer i två hierarkiska nivåer om 10 resp 100 män, som har hand om rättsväsende, andliga tilldragelser och festivaler mm.